# Даниловская площадь
Дани́ловская пло́щадь (до 12 мая 1956 года — пло́щадь Дани́ловского Ры́нка, до 1925 года — пло́щадь Дани́лова Монастыря́ либо Дани́ловская пло́щадь) — площадь в Южном административном округе города Москвы на территории Даниловского района.

## История
Первоначально площадь называлась пло́щадь Дани́лова Монастыря́ (по другим данным — Дани́ловская пло́щадь) по близости к Данилову монастырю. В 1925 году площадь получила название пло́щадь Дани́ловского Ры́нка по находившемуся здесь рынку, а 12 мая 1956 года — современное название. Название площадь Данилова Монастыря также носила площадь, 12 мая 1956 года включённая в состав улицы Даниловский Вал.

## Расположение
Даниловская площадь ограничена с севера улицей Лестева (проходит с востока на запад), с востока — Люсиновской улицей (проходит с севера на юг), с юго-запада — Мытной улицей (проходит с северо-запада на юго-восток). На северо-восток от площади проходит Большая Серпуховская улица. По Даниловской площади не числится домовладений.

## Транспорт

### Наземный транспорт
По Даниловской площади проходят автобусы м5, м6, 41, 275, 700, т8, т71, н8. Севернее площади, на Люсиновской улице, расположена остановка «Торговый дом „Даниловский“» автобусов м6, т8, т71, н8, северо-восточнее, на Большой Серпуховской улице, — остановка «Кинотеатр „Правда“» автобуса 41, южнее, на Люсиновской улице, — остановка «Серпуховская застава» автобусов м5, м6, 41, 275, 700, т8, т71, н8, юго-западнее, на Мытной улице, — остановка «Даниловский рынок» автобусов 41, 275, т10, северо-западнее, на Мытной улице, — остановка «Даниловская площадь» автобуса т10.

### Метро
- Станция метро «Тульская» Серпуховско-Тимирязевской линии — южнее площади, между Большой Тульской улицей и Большим Староданиловским, 1-м Тульским и Холодильным переулками.
- Станция метро «Шаболовская» Калужско-Рижской линии — северо-западнее площади, на улице Шаболовка.